# Copestylum caudatum
Copestylum caudatum är en tvåvingeart som beskrevs av Charles Howard Curran 1927. Copestylum caudatum ingår i släktet Copestylum och familjen blomflugor. Inga underarter finns listade i Catalogue of Life.